# Leandra boissieriana
Leandra boissieriana är en tvåhjärtbladig växtart som beskrevs av Célestin Alfred Cogniaux. Leandra boissieriana ingår i släktet Leandra och familjen Melastomataceae. Inga underarter finns listade i Catalogue of Life.